# 威廉斯费尔德
维尔黑尔姆斯费尔德是德国巴登-符腾堡州的一个市镇。总面积4.75平方公里，总人口3266人，其中男性1595人，女性1671人（2011年12月31日），人口密度688人/平方公里。